# Ваксман, Яков Абрам-Мордкович
Яков Абрам-Мордкович Ваксман (22 октября 1866, Люблин — 1942) — еврейский драматург, автор публикаций в газете Дер Фрайнд (Мученики в Павличе, 16 мая 1911 и др.), автор пьес (Берек Йоселович, 1910, на идишe) и др.
Учился в хедере до 12 лет в Янове Люблинской губернии. Затем учился в Люблинском казённом еврейском 4-классном училище. Пишет с 1885 года. В 1899 принят на военную службу.
В 1942 застрелен немцами.